# Kiko Sánchez
Francisco Kiko Sánchez Luna (Alicante, 19 de setembro de 1965) é um velejador espanhol. 

## Carreira
Kiko Sánchez representou seu país nos Jogos Olímpicos de 1992 e 1996, na qual conquistou a medalha de ouro na classe 470 em 1992.